# Aleksandra Socha
Aleksandra Anna Socha (Pabianice, 30 marzo 1982) è una schermitrice polacca, vincitrice di una medaglia di bronzo ai campionati mondiali di scherma.

## Palmarès
In carriera ha conseguito i seguenti risultati:
- Mondiali di scherma

L'Avana 2003: bronzo nella sciabola individuale.
- Europei di scherma

Coblenza 2001: bronzo nella sciabola a squadre.
Copenaghen 2004: oro nella sciabola individuale.
Smirne 2006: argento nella sciabola a squadre.
Kiev 2008: oro nella sciabola a squadre.
Sheffield 2011: argento nella sciabola individuale.
Legnano 2012: bronzo nella sciabola individuale.